# Aulacus fuscicornis
Aulacus fuscicornis är en stekelart som beskrevs av Cameron 1911. Aulacus fuscicornis ingår i släktet Aulacus och familjen vedlarvsteklar. Inga underarter finns listade.